# Gibberella fujikuroi
Espèce
Gibberella fujikuroi est une espèce de champignons ascomycètes de la famille des Nectriaceae , à répartition cosmopolite.
C'est un champignon phytopathogène  qui parasite notamment les plantes de la famille des Poaceae, mais également d'autres familles botaniques. C'est  l'agent pathogène de la maladie de bakanae chez le riz (Oryza sativa).

## Plantes-hôtes
Giberella fujikuroi est très connu pour affecter le riz cultivé (Oryza sativa) chez lequel il provoque la maladie de bakanae, mais ce champignon phytopathogène affecte une vaste gamme d'espèces végétales, dont diverses Poaceae telles que Saccharum officinarum (canne à sucre), Sorghum bicolor (sorgho), Zea mays (maïs), mais aussi des espèces appartenant à d'autres familles : Acacia nilotica (gommier rouge), Benincasa fistulosa (gourde ronde de l'Inde), Cucumis sativus (concombre), Ficus carica (figuier), Gossypium sp. (cotonniers), Jatropha curcas (jatropha), Leucaena leucocephala (leucaena), Manilkara zapota (sapotillier), Musa sp. (bananiers), Pinus sp. (pins), Pinus halepensis (pin d'Alep), Solanum lycopersicum (tomate), Solanum melongena (aubergine), Vigna unguiculata (niébé), etc.

## Symptômes
Bien que le riz ait été principalement étudié, on a trouvé des symptômes similaires chez toutes les espèces de plantes infectées. Le symptôme le plus révélateur de la maladie de bakanae est l'aspect étiolé et démesurément grand des plants. Cela est dû à l'action des gibbérellines, ou hormones de croissance, sécrétées par ce champignon.
Les plants infectés sont faciles à repérer, car ils s'élèvent souvent au-dessus du reste des plantes saines. Cependant, il est également possible que la maladie se traduise par un rabougrissement des plantes, accompagné d'une chlorose des feuilles, des lésions racinaires ou des grains vides chez les plantes arrivées à maturité.

## Cycle de vie
Giberella fujikuroi est un ascomycète polycyclique. De ce fait, il est possible d'observer au microscope, au bon stade du cycle de développement, des périthèces ou des conidies. 
L'agent pathogène hiberne dans les périthèces et infecte les graines qui ne sont pas pré-infectées à partir du sol. Les graines infectées sont aussi une source d'innoculum. Les conidies germent après le semis. Les graines infectées sont le principal mode de propagation de la maladie. Les symptômes peuvent être observés durant la saison de croissance.